# Thomas Fane, 8. Earl of Westmorland

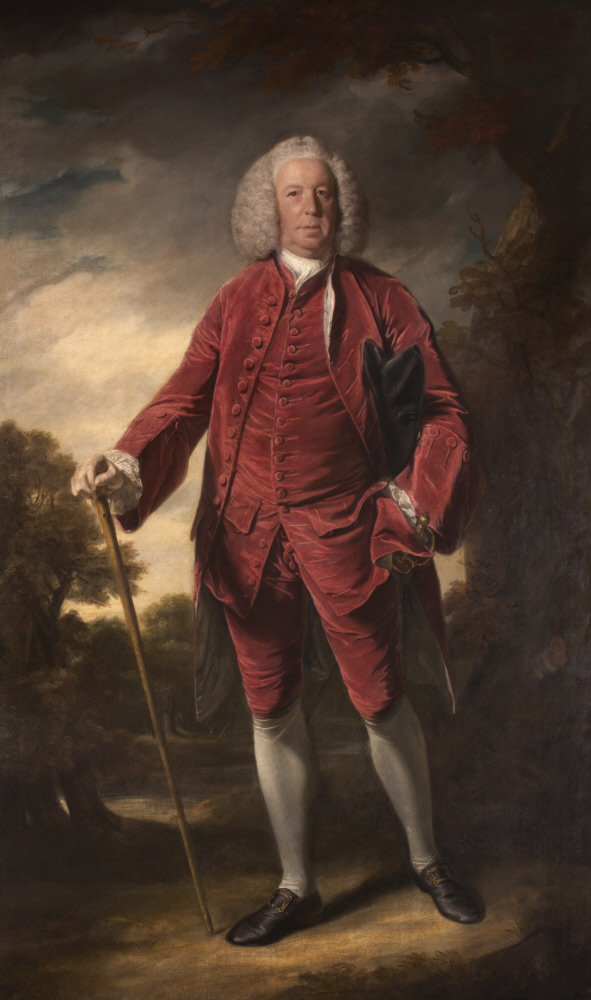
Thomas Fane, 1761

Thomas Fane, 8. Earl of Westmorland (* 8. März 1701; † 12. November 1771) war ein britischer Peer und Politiker.

## Leben
Er war der zweite Sohn des Henry Fane (1669–1726), Gutsherr von Brympton in Somerset, aus dessen Ehe mit Anne Scrope († 1720), Tochter des Thomas Scrope, Kaufmann aus Bristol. Er war väterlicherseits ein Urenkel des Francis Fane, 1. Earl of Westmorland. Fane betätigte sich selbst als Kaufmann in Bristol und übernahm 1726 von seinem Vater dessen Anstellung als Clerk der Society of Merchant Venturers. Am 8. August 1727 heiratete er Elizabeth Swymmer (1708–1782), Tochter des William Swymmer, Kaufmann aus Bristol.
1752 erbte er von seinem kinderlosen Onkel mütterlicherseits, dem Politiker John Scrope (um 1662–1752), dessen Anwesen in Bristol, sowie umfangreiche Ländereien in Oxfordshire und Buckinghamshire, einschließlich Wormsley Park.
Von 1753 bis 1762 war er als Abgeordneter der Whigs für das Borough Lyme Regis Mitglied des britischen House of Commons. Parallel zu seiner politischen Tätigkeit absolvierte er eine juristische Ausbildung und wurde 1759 am Middle Temple als Barrister zugelassen.
Beim Tod seines kinderlosen älteren Bruders erbte er 1757 das väterliche Anwesen in Brympton. Beim Tod seines kinderlosen Onkels dritten Grades John Fane, 7. Earl of Westmorland erbte er am 26. August 1762 dessen englische Adelstitel als 8. Earl of Westmorland und 8. Baron Burghersh und wurde dadurch Mitglied des britischen House of Lords.
Er starb 1771 und wurde in Westbury-on-Trym (bei Bristol) in Gloucestershire bestattet.

## Nachkommen
Aus seiner Ehe mit Elizabeth Swymmer hatte er vier Kinder:
- John Fane, 9. Earl of Westmorland (1728–1774), ⚭ (1) 1758 Augusta Bertie, ⚭ (2) 1767 Lady Susan Gordon;
- Hon. Henry Fane (1739–1802), MP, ⚭ 1778 Anne Batson († 1838);
- Lady Anne Fane († 1764);
- Lady Mary Fane, ⚭ Charles Blair.